# Mauro Picotto
Mauro Picotto (Cavour, 25 december 1966) is een Italiaans techno en trance-dj en muziekproducent. Hij begint aanvankelijk als anonieme producer voor het Media records concern, maar zal rond de milleniumwisseling solo doorbreken en hits hebben met Komodo, Proximus en Like this Like That. Later verschuift hij meer richting de techno en diverse stijlen daarin. Qua stijl is Picotto zeer wisselend en hij volgt vaak trends die binnen de dancemuziek spelen. 

## RAF
Picotto groeit op in het stadje Cavour in de buurt van Turijn. In de jaren tachtig wordt hij actief als dj in de bloeiende Italodisco-scene die later overloopt in de Italo house. Als hij door een lokale band wordt gevraagd wat scratches te maken voor een plaat van hen, wordt het zaadje geplant voor eigen producties. Hij maakt een eigen track We Gonna Get en stapt ermee naar het Media records-imperium van Gianfranco Bortolotti. Die hoort wel wat in het nummer en nodigt Picotto uit om het nummer opnieuw te produceren met professionele apparatuur. Het nummer wordt uitgebracht onder de naam RAF, omdat Media Records het beleid heeft geen persoonlijke namen in de spotlight te zetten. We Gonna Get wordt een flinke clubhit. Daarnaast trad hij toe tot het vaste team van producers van Media records en wordt ook manager van het BXR-sublabel. Later wordt hij zelfs zakelijk partner. Hij was zodoende betrokken bij een groot aantal platen van het label. Zo werkt hij aan enkele platen voor de succesact Cappella. Zelf heeft hij ook enkele projecten. Zo wordt zijn productie  van RAF een clubhit. Opvolger We've Got To Live Together die op een sample van Enya gemaakt is wordt in 1992 zelfs een bescheiden hit in het Verenigd Koninkrijk. Ook Take Me Higher (1994) en Angel's Symphony (1996), een samenwerking met Gigi D'Agostino, weten een bescheiden notering te halen. 

## Hitsucces
In de late jaren negentig is het succes van Cappella voorbij en neemt Media records een nieuwe strategie, waarbij producers meer als persoon worden gepositioneerd. Naast Gigi D'Agostino en Mario Più hoort ook Picotto daarbij. Het eerste succes dat hij heeft is de hardtranceplaat Lizard (1997). Hij komt op het idee nadat hij in een club een dj-set overneemt en aan het begin enkele stevige bassen door de zaal gaan. Daarna maakt hij in twee uur tijd een hele plaat rondom dit effect. Aanvankelijk vind Bortolotti de track maar niks, maar wanneer enkele grote platenmaatschappijen wel interesse hebben, wordt zijn ongelijk bewezen.  Ook Pulsar (1999), dat net als Lizard op het BXR-sublabel verschijnt, doet het al goed in het clubcircuit. In 2001 maakt hij ook een stap naar de charts met het nummer Komodo. Daarop sampled hij opnieuw een New age-hit. Aanvankelijk wil hij het proberen met Sadeness (Part I) van Enigma, maar het lukt hem niet er een pakkende combinatie van te maken. Als hij het nummer Sweet Lullaby van Deep Forest in een dj-set hoort, wil hij die gebruiken. Het lukt hem niet om toestemming te krijgen. Daarom laat hij de sample zelf reproduceren met wat afwijkende noten. Uiteindelijk weet hij toch een deal te sluiten met Deep Forest. Daarna volgen Proximus (met een sample van Adiemus) en Like this Like That. De singles gaan gepaard met videoclips waarin hij zich voordoet als een op James Bond gebaseerde geheim agent. De singles staan op het album The Album. Er verschijnen daarna ook nog The Double Album (met een schijfje met Lounge tracks) en The Triple Album (waar ook nog een schijfje met remixes bij zit).

## Andere koers
Na zijn succes heeft Picotto geen ambitie om hitmaker te blijven en worden dj-sets meer zijn verdienmodel. Vanaf 2002 richt Picotto zich steeds meer op harde Techno in zijn producties en dj-sets. Zo is het album The Others vooral techno, op de voor commercie bedoelde single Back To Cali na. Na dit album breekt hij met Media records. Hij wil meer vrijheid en is ontevreden met hoeveel geld hij aan zijn werk overhoudt. Ook zijn relatie met Bortolotti wordt steeds slechter. Als hij aan zijn laatste contractuele verplichtingen voldaan heeft, richt hij Bakerloo SRL op, waar hij vanaf dat moment zijn muziek gaat uitbrengen. Hij bouwt ook zijn eigen studio in zijn woonplaats Turijn. Daarbij werkt hij intensief samen met producer Riccardo Ferri. De jaren daarna combineert hij zijn harde technosound met het meedeinen op trends in de dancemuziek. Op albums Superclub (2005) en Now & Then (2007) speelt hij in op de populariteit van electrohouse. En op 2010 richt hij zich meer op Minimal techno. Tijdens de Lockdowns van COVID-19 bedenkt hij een concept voor een nieuw album. In From The 80's Till Now maakt hij een verzameling tracks die een vogelvlucht zijn langs al zijn stijlen in relatief korte tracks en eindigt met een veertig minuten durende technotrack. Op het album werkt hij op enkele tracks samen met Maurizio Molella.

### Albums
- The Album (2000)
- The Others (2002)
- Superclub (2005)
- Now & Then (2007)
- 2010 (2010)
- From The Heart To Techno (2013)
- A Call In The Club (2017)
- From The 80's Till Now (2023)

### Singles
| Single met eventuele hitnotering(en) in de Nederlandse Top 40 | Datum van verschijnen | Datum van binnenkomst | Hoogste positie | Aantal weken | Opmerkingen             |
| ------------------------------------------------------------- | --------------------- | --------------------- | --------------- | ------------ | ----------------------- |
| Komodo                                                        | 2001                  | 27-01-2001            | 19              | 15           | Dancesmash op Radio 538 |
| Proximus                                                      | 2001                  | 24-03-2001            | 22              | 8            | Dancesmash op Radio 538 |
| Like this like that                                           | 2001                  | 30-06-2001            | 33              | 3            | Dancesmash op Radio 538 |